# 菲律宾肉豆蔻
菲律宾肉荳蔻（学名：Myristica simiarum）为肉荳蔻科肉荳蔻属下的一个种。

## 扩展阅读
- 維基物種上的相關：菲律宾肉荳蔻